# Vuelta a Suiza 2008
La Vuelta a Suiza 2008, 72.ª edición de la Vuelta a Suiza, es una carrera que tuvo lugar entre el 14 y el 22 de junio de 2008.
Esta edición de la Vuelta en Suiza fue ganada por el checo Roman Kreuziger del equipo Liquigas, seguido por el alemán Andreas Kloden, a 49", y el vasco Igor Antón, a 1' 55".

## Recorrido y resultados
| Etapa     | Fecha       | Recorrido                         | km  | Vencedor de etapa | Líder de la general |
| --------- | ----------- | --------------------------------- | --- | ----------------- | ------------------- |
| 1.ª etapa | 14 de junio | Langnau - Langnau                 | 146 | Óscar Freire      | Óscar Freire        |
| 2.ª etapa | 15 de junio | Langnau - Flums                   | 197 | Igor Antón        | Igor Antón          |
| 3.ª etapa | 16 de junio | Flums - Gossau                    | 154 | Robbie McEwen     | Igor Antón          |
| 4.ª etapa | 17 de junio | Gossau - Domado/Ems               | 171 | Robbie McEwen     | Igor Antón          |
| 5.ª etapa | 18 de junio | Domado/Ems - Caslano              | 187 | Markus Fothen     | Igor Antón          |
| 6.ª etapa | 19 de junio | Quinto - Verbier                  | 193 | Kim Kirchen       | Kim Kirchen         |
| 7.ª etapa | 20 de junio | Gruyères - Lyss                   | 171 | Fabian Cancellara | Kim Kirchen         |
| 8.ª etapa | 21 de junio | Altdorf - cuello de Klausen (CRI) | 25  | Roman Kreuziger   | Roman Kreuziger     |
| 9.ª etapa | 22 de junio | Altdorf - Berna                   | 165 | Fabian Cancellara | Roman Kreuziger     |

## Etapas

### 1.ª Etapa
- 14 de junio de 2008. Langnau I.E. - Langnau I.E., 146 km[1]

|   | Ciclista          | Equipo             | Tiempo     |
| - | ----------------- | ------------------ | ---------- |
| 1 | Óscar Freire      | Rabobank           | 3h 42' 35" |
| 2 | Martin Elmiger    | Ag2r-La Mondiale   | m. t.      |
| 3 | Kim Kirchen       | Team High Road     | m. t.      |
| 4 | Greg Van Avermaet | Silence-Lotto      | m. t.      |
| 5 | Philippe Gilbert  | Française des Jeux | m. t.      |

|   | Ciclista        | Equipo            | Tiempo     |
| - | --------------- | ----------------- | ---------- |
| 1 | Óscar Freire    | Rabobank          | 3h 42' 25" |
| 2 | Martin Elmiger  | Ag2r-La Mondiale  | + 4"       |
| 3 | David Loosli    | Lampre            | s.t.       |
| 4 | Kim Kirchen     | Team High Road    | + 6"       |
| 5 | Íñigo Landaluze | Euskaltel-Euskadi | + 7"       |

### 2.ª Etapa
- 15 de junio de 2008. Langnau I.E. - Flums, 197 km[2]

|   | Ciclista       | Equipo            | Tiempo     |
| - | -------------- | ----------------- | ---------- |
| 1 | Igor Antón     | Euskaltel-Euskadi | 5h 00' 04" |
| 2 | Kim Kirchen    | Team High Road    | + 6"       |
| 3 | Damiano Cunego | Lampre            | m. t.      |
| 4 | Fränk Schleck  | Team CSC          | m. t.      |
| 5 | Oliver Zaugg   | Gerolsteiner      | + 8"       |

|   | Ciclista       | Equipo            | Tiempo     |
| - | -------------- | ----------------- | ---------- |
| 1 | Igor Antón     | Euskaltel-Euskadi | 8h 42' 29" |
| 2 | Kim Kirchen    | Team High Road    | + 6"       |
| 3 | Damiano Cunego | Lampre            | + 12"      |
| 4 | Fränk Schleck  | Team CSC          | + 16"      |
| 5 | Oliver Zaugg   | Gerolsteiner      | + 18"      |

### 3.ª Etapa
- 16 de junio de 2008. Flums - Gossau, 155 km[3]

|   | Ciclista          | Equipo         | Tiempo     |
| - | ----------------- | -------------- | ---------- |
| 1 | Robbie McEwen     | Silence-Lotto  | 3h 50' 05" |
| 2 | Óscar Freire      | Rabobank       | m. t.      |
| 3 | Gerald Ciolek     | Team High Road | m. t.      |
| 4 | Robert Förster    | Gerolsteiner   | m. t.      |
| 5 | Danilo Napolitano | Gerolsteiner   | m. t.      |

|   | Ciclista       | Equipo            | Tiempo      |
| - | -------------- | ----------------- | ----------- |
| 1 | Igor Antón     | Euskaltel-Euskadi | 12h 32' 34" |
| 2 | Kim Kirchen    | Team High Road    | + 6"        |
| 3 | Damiano Cunego | Lampre            | + 12"       |
| 4 | Fränk Schleck  | Team CSC          | + 16"       |
| 5 | Oliver Zaugg   | Gerolsteiner      | + 18"       |

### 4.ª Etapa
- 17 de junio de 2008. Gossau - Domado/Ems, 171 km[4]

|   | Ciclista       | Equipo         | Tiempo     |
| - | -------------- | -------------- | ---------- |
| 1 | Robbie McEwen  | Silence-Lotto  | 4h 04' 10" |
| 2 | Óscar Freire   | Rabobank       | m. t.      |
| 3 | Gerald Ciolek  | Team High Road | m. t.      |
| 4 | Leonardo Duque | Cofidis        | m. t.      |
| 5 | Markus Zberg   | Gerolsteiner   | m. t.      |

|   | Ciclista       | Equipo            | Tiempo      |
| - | -------------- | ----------------- | ----------- |
| 1 | Igor Antón     | Euskaltel-Euskadi | 16h 36' 44" |
| 2 | Kim Kirchen    | Team High Road    | + 6"        |
| 3 | Damiano Cunego | Lampre            | + 12"       |
| 4 | Fränk Schleck  | Team CSC          | + 16"       |
| 5 | Oliver Zaugg   | Gerolsteiner      | + 18"       |

### 5.ª Etapa
- 18 de junio de 2008. Domado/Ems - Caslano, 190 km[5]

|   | Ciclista           | Equipo          | Tiempo     |
| - | ------------------ | --------------- | ---------- |
| 1 | Markus Fothen      | Gerolsteiner    | 4h 47' 31" |
| 2 | Serguei Ivanov     | Astana          | + 50"      |
| 3 | Markus Zberg       | Gerolsteiner    | + 57"      |
| 4 | Michael Albasini   | Liquigas        | m. t.      |
| 5 | Aleksandr Bocharov | Crédit Agricole | m. t.      |

|   | Ciclista        | Equipo            | Tiempo      |
| - | --------------- | ----------------- | ----------- |
| 1 | Igor Antón      | Euskaltel-Euskadi | 21h 25' 12" |
| 2 | Kim Kirchen     | Team High Road    | + 6"        |
| 3 | Oliver Zaugg    | Gerolsteiner      | + 18"       |
| 4 | Roman Kreuziger | Liquigas          | + 21"       |
| 5 | Stijn Devolder  | Quick Step        | + 22"       |

### 6.ª Etapa
- 19 de junio de 2008. Quinto - Verbier, 188 km[6]

|   | Ciclista        | Equipo         | Tiempo     |
| - | --------------- | -------------- | ---------- |
| 1 | Kim Kirchen     | Team High Road | 5h 29' 23" |
| 2 | Andreas Klöden  | Astana         | m. t.      |
| 3 | Roman Kreuziger | Liquigas       | + 06"      |
| 4 | Serguei Ivanov  | Liquigas       | + 12"      |
| 5 | Stijn Devolder  | Quick Step     | + 20"      |

|   | Ciclista        | Equipo            | Tiempo      |
| - | --------------- | ----------------- | ----------- |
| 1 | Kim Kirchen     | Team High Road    | 26h 54' 31" |
| 2 | Roman Kreuziger | Liquigas          | + 27"       |
| 3 | Igor Antón      | Euskaltel-Euskadi | + 33"       |
| 4 | Stijn Devolder  | Quick Step        | + 46"       |
| 5 | Thomas Lövkvist | Team High Road    | + 56"       |

### 7.ª Etapa
- 20 de junio de 2008. Gruyères - Lyss, 171 km[7]

|   | Ciclista          | Equipo            | Tiempo     |
| - | ----------------- | ----------------- | ---------- |
| 1 | Fabian Cancellara | Team CSC          | 3h 47' 09" |
| 2 | Erik Zabel        | Team Milram       | + 2"       |
| 3 | Robbie McEwen     | Silence-Lotto     | m. t.      |
| 4 | Robert Förster    | Team Gerolsteiner | m. t.      |
| 5 | Danilo Napolitano | Lampre            | m. t.      |

|   | Ciclista        | Equipo            | Tiempo      |
| - | --------------- | ----------------- | ----------- |
| 1 | Kim Kirchen     | Team High Road    | 30h 41' 42" |
| 2 | Roman Kreuziger | Liquigas          | + 27"       |
| 3 | Igor Antón      | Euskaltel-Euskadi | + 33"       |
| 4 | Stijn Devolder  | Quick Step        | + 46"       |
| 5 | Thomas Lövkvist | Team High Road    | + 56"       |

### 8.ª Etapa
- 21 de junio de 2008. Altdorf - Coll de Klausen, 25 km (CRI)[8]

|   | Ciclista        | Equipo            | Tiempo     |
| - | --------------- | ----------------- | ---------- |
| 1 | Roman Kreuziger | Liquigas          | 1h 00' 22" |
| 2 | José Rujano     | Caisse de Epargne | + 16"      |
| 3 | Andreas Klöden  | Team Astana       | + 17"      |
| 4 | Damiano Cunego  | Lampre            | + 54"      |
| 5 | Fränk Schleck   | Team CSC          | + 1' 26"   |

|   | Ciclista        | Equipo            | Tiempo      |
| - | --------------- | ----------------- | ----------- |
| 1 | Roman Kreuziger | Liquigas          | 31h 42' 31" |
| 2 | Andreas Kloden  | Team Astana       | + 48"       |
| 3 | Igor Antón      | Euskaltel-Euskadi | + 1' 55"    |
| 4 | Damiano Cunego  | Lampre            | + 2' 11"    |
| 5 | Thomas Lövkvist | Team High Road    | + 2' 37"    |

### 9.ª Etapa
- 22 de junio de 2008. Altdorf - Berna, 168 km[9]

|   | Ciclista          | Equipo             | Tiempo     |
| - | ----------------- | ------------------ | ---------- |
| 1 | Fabian Cancellara | Team CSC           | 4h 01' 07" |
| 2 | Philippe Gilbert  | Française des Jeux | m. t.      |
| 3 | Daniel Moreno     | Caisse de Epargne  | + 4"       |
| 4 | Matteo Tosatto    | Quick Step         | + 5"       |
| 5 | Markus Zberg      | Gerolsteiner       | m. t.      |

|   | Ciclista        | Equipo            | Tiempo      |
| - | --------------- | ----------------- | ----------- |
| 1 | Roman Kreuziger | Liquigas          | 35h 43' 46" |
| 2 | Andreas Klöden  | Astana            | + 49"       |
| 3 | Igor Antón      | Euskaltel-Euskadi | + 1' 55"    |
| 4 | Damiano Cunego  | Lampre            | + 2' 11"    |
| 5 | Thomas Lövkvist | Team High Road    | + 2' 37"    |

## Clasificaciones finales

### Clasificación general
|    | Ciclista        | Equipo            | Tiempo      |
| -- | --------------- | ----------------- | ----------- |
| 1  | Roman Kreuziger | Liquigas          | 35h 43' 46" |
| 2  | Andreas Klöden  | Astana            | + 49"       |
| 3  | Igor Antón      | Euskaltel-Euskadi | + 1' 55"    |
| 4  | Damiano Cunego  | Lampre            | + 2' 11"    |
| 5  | Thomas Lövkvist | Team High Road    | + 2' 37"    |
| 6  | Andy Schleck    | Team CSC          | +2' 57"     |
| 7  | Kim Kirchen     | Team High Road    | +2' 58"     |
| 8  | Markus Fothen   | Gerolsteiner      | +4' 08"     |
| 9  | Christian Knees | Team Milram       | +4' 08"     |
| 10 | Laurens Ten Dam | Rabobank          | +4' 26"     |

|   | Ciclista        | Equipo      | Tiempo |
| - | --------------- | ----------- | ------ |
| 1 | Maxim Iglinskiy | Astana      | 45     |
| 2 | David Loosli    | Lamprelécom | 44     |
| 3 | Stijn Devolder  | Quick Step  | 25     |

| Ciclista | Equipo            | Puntos         |    |
| -------- | ----------------- | -------------- | -- |
| 1        | Fabian Cancellara | Team CSC       | 50 |
| 2        | Markus Zberg      | Gerolsteiner   | 49 |
| 3        | Kim Kirchen       | Team High Road | 43 |

| Ciclista | Equipo          | Puntos    |    |
| -------- | --------------- | --------- | -- |
| 1        | René Weissinger | Volksbank | 24 |
| 2        | Hervé Duclos    | Cofidis   | 15 |
| 3        | David Loosli    | Lampre    | 14 |

| Equipo | Tiempo       |              |
| ------ | ------------ | ------------ |
| 1      | Team Astana  | 107h 24' 13" |
| 2      | Team CSC     | + 48"        |
| 3      | Gerolsteiner | + 9' 21"     |

## Evolución de las clasificaciones
| Stage(Winner)               | Clasificación general | Clasificación de la montaña | Clasificación por puntos | Clasificación de los jóvenes | Clasificación de los esprints | Clasificación por equipos |
| --------------------------- | --------------------- | --------------------------- | ------------------------ | ---------------------------- | ----------------------------- | ------------------------- |
| Etapa 1 (Óscar Freire)      | Óscar Freire          | no hay                      | Óscar Freire             | Greg Van Avermaet            | no hay                        | Caisse de Epargne         |
| Etapa 2 (Igor Antón)        | Igor Antón            | David Loosli                | Kim Kirchen              | Roman Kreuziger              | David Loosli                  | Team CSC                  |
| Etapa 3 (Robbie McEwen)     | Igor Antón            | David Loosli                | Óscar Freire             | Roman Kreuziger              | René Weissinger               | Team CSC                  |
| Etapa 4 (Robbie McEwen)     | Igor Antón            | David Loosli                | Óscar Freire             | Roman Kreuziger              | René Weissinger               | Team CSC                  |
| Etapa 5 (Markus Fothen)     | Igor Antón            | David Loosli                | Óscar Freire             | Roman Kreuziger              | René Weissinger               | Team Gerolsteiner         |
| Etapa 6 (Kim Kirchen)       | Kim Kirchen           | David Loosli                | Óscar Freire             | Roman Kreuziger              | René Weissinger               | Astana                    |
| Etapa 7 (Fabian Cancellara) | Kim Kirchen           | Maksim Iglinski             | Óscar Freire             | Roman Kreuziger              | René Weissinger               | Astana                    |
| Etapa 8 (Roman Kreuziger)   | Roman Kreuziger       | Maksim Iglinski             | Óscar Freire             | Roman Kreuziger              | René Weissinger               | Astana                    |
| Etapa 9 (Fabian Cancellara) | Roman Kreuziger       | Maksim Iglinski             | Fabian Cancellara        | Roman Kreuziger              | René Weissinger               | Astana                    |
| Final                       | Roman Kreuziger       | Maksim Iglinski             | Fabian Cancellara        | Roman Kreuziger              | René Weissinger               | Astana                    |

Maillots vestidos cuando un ciclista lidera más de una clasificación
- a la 2.ª etapa Martin Elmiger lleva el traje de la clasificación por puntos
- a la 3.ª etapa Martin Elmiger lleva el traje de la clasificación de los esprints

## Clasificación individual de la UCI ProTour 2008 después de esta carrera
| Posición | Ciclista           | Equipo            | Puntos |
| -------- | ------------------ | ----------------- | ------ |
| 1        | Damiano Cunego     | Lampre            | 104    |
| 2        | Andreas Klöden     | Astana            | 96     |
| 3        | Roman Kreuziger    | Liquigas          | 94     |
| 4        | Cadel Evans        | Silence-Lotto     | 85     |
| 5        | Alejandro Valverde | Caisse de Epargne | 83     |
| 6        | André Greipel      | High Road         | 62     |
| 7        | Mikel Astarloza    | Euskaltel-Euskadi | 60     |
| 8        | Alberto Contador   | Astana            | 58     |
| 9        | Thomas Dekker      | Rabobank          | 54     |
| 10       | Stijn Devolder     | Quick Step        | 50     |